# 은진임씨 효열문
은진임씨 효열문은 대한민국 충청북도 영동군 양산면에 있다. 1996년 4월 15일 영동군의 향토유적 제43호로 지정되었다.

## 개요
이집의 효행과 그의 부인 은진임씨의 절개를 기리기 위해 1885년 건립한 정문이다.